# Elsa tower 55
Elsa Tower 55 (яп. エルザタワー55 Эруза тава: фифутиифайбу) — это полностью жилой, 55-этажный и 186-метровый небоскрёб, расположенный по адресу 2-15-1 Мотого, город Кавагути, префектура Сайтама, Япония. Небоскрёбы был построен в марте 1998 года. В нём расположено 650 квартир. Это самое высокое здание в городе Кавагути и префектуре Сайтама. Было самым высоким полностью жилым зданием Японии до 2004 года, когда этот титул перешёл к небоскрёбу Acty Shiodome. Крупномасштабные ремонтные работы были проведены в 2015 году, поскольку прошло 17 лет после завершения. Общая сумма строительства составляет 1,2 млрд. йен Район Мотого, где расположен Elsa Tower 55, находится недалеко от реки Аракава, по которой проходит граница между Сайтамой и Токио. На каждых десяти этажах есть детская игровая площадка, называемая «skypocket park».